# Vitória Sport Clube

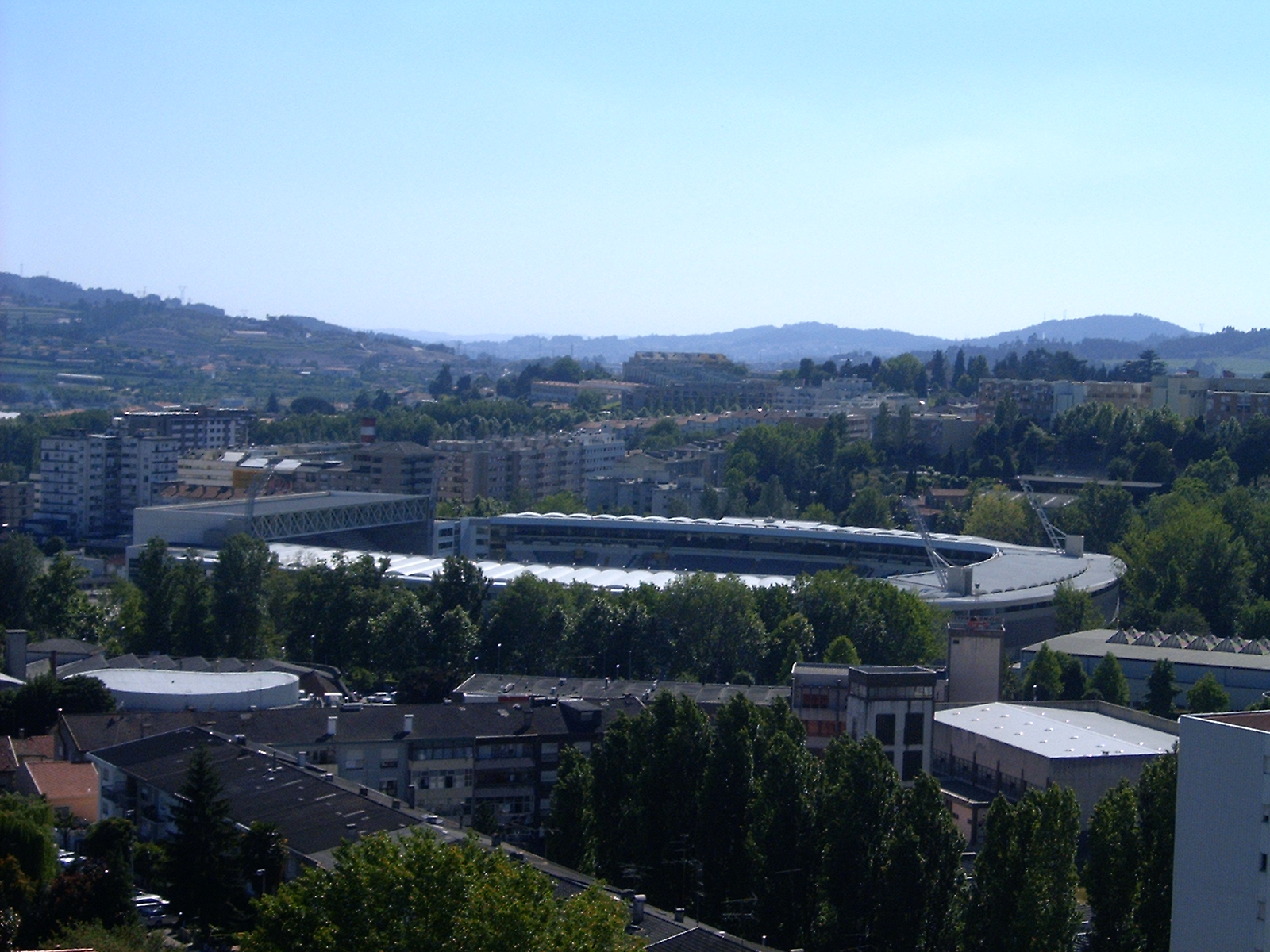
Estadi de Guimarães

El Vitória Sport Clube és un club esportiu portuguès de la ciutat de Guimarães, situada a 40 km al nord-est de Porto. Normalment és conegut com a Vitória de Guimarães (pron. IPA: [vi'tɔɾiɐ dɨ gimɐ'ɾɐ̃ĩʃ]) per distingir-lo del Vitória FC de Setúbal.

## Història
El club fou fundat el 1922. Mai ha guanyat la lliga ni la copa portugueses, tot i que és considerat un dels clubs importants del país. Ha jugat 63 cops a la primera divisió (any 2007), que el situa com al cinquè equip amb més presències a la categoria darrera FC Porto, Sporting CP, i SL Benfica (73) i CF Os Belenenses) (65).
El seu estadi, Estádio D. Afonso Henriques, va ser remodelat per a ser seu de l'Eurocopa 2004 per ampliar-lo fins als 30.000 espectadors.
Manté forta rivalitat amb els seus veïns de la província de Minho SC Braga.

## Palmarès
- 1 Copa portuguesa: 2012-13.
- 1 Supercopa portuguesa: 1988.

## Jugadors destacats
- Vítor Damas
- Silvino
- Neno
- Dimas
- Paulo Bento
- Pedro Barbosa
- Capucho
- Pedro Mendes
- Fernando Meira
- Vitor Paneira
- Bruno Alves
- Nuno Assis
- Duda
- Pele
- Kamel Ghilas
- Oumar Tchomogo
- Braulio Leal
- Sebastian Svärd
- Henry Antchouet
- William Tiero
- Attila Dragóner
- Paíto
- Marek Saganowski
- Miljan Mrdaković
- Zlatko Zahovic
- Francisco Gallardo
- Alexander Östlund
- Selim Benachour

## Secció de voleibol
El club té una secció de voleibol que juga a la primera divisió del país.